# سولفانغ (كاليفورنيا)
سولفانغ (بالإنجليزية: Solvang)‏ هي إحدى مدن مقاطعة سانتا باربارا، كاليفورنيا. تم إعطاءها لقب مدينة في 1 مايو، 1985.

## توأمة
لسولفانغ (كاليفورنيا) اتفاقيات توأمة مع كل من:
- آلبورغ (1971 - )
- Aalborg Municipality [الإنجليزية]‏ منذ (1971 - )